# 锯齿华溪蟹
锯齿华溪蟹（学名：Sinopotamon denticulatum）为溪蟹科华溪蟹属的动物。在中国大陆，分布于湖北等地，常栖息于中高山区的溪流石块下。其生存的海拔范围为500至2000米。